# فرنسيسكو خافيير توليدو
فرنسيسكو خافيير توليدو (بالإسبانية: Francisco Javier Toledo)‏ (30 سبتمبر 1959 بهندوراس - 3 أغسطس 2006 في هندوراس) هو لاعب كرة قدم هندوراسي في مركز الوسط، شارك في كأس العالم 1982. وشارك مع منتخب هندوراس لكرة القدم. أما مع النوادي، فقد لعب مع نادي ماراثون ونادي ديبورتيفو أوليمبيا وC.D. Petrotela ‏.

## وصلات خارجية
- فرنسيسكو خافيير توليدو على موقع الاتحاد الدولي (مؤرشف)  (الإنجليزية)
- فرنسيسكو خافيير توليدو على موقع قاعدة بيانات كرة القدم.إي يو (الإنجليزية)
- فرنسيسكو خافيير توليدو على موقع ناشيونال فوتبول تيمز (الإنجليزية)
- فرنسيسكو خافيير توليدو على موقع Soccerway.com (الإنجليزية)
- فرنسيسكو خافيير توليدو على موقع عالم كرة القدم.نت (الإنجليزية)